# Округ Кок (Тенеси)
Кок (енгл. Cocke County) је округ у америчкој савезној држави Тенеси.

## Демографија
По попису из 2010. године број становника је 35.662, што је 2.097 (6,2%) становника више него 2000. године.
| Група             | 2000.          | 2010.          |
| Белци             | 32.056 (95,5%) | 33.598 (94,2%) |
| Афроамериканци    | 669 (2,0%)     | 669 (1,9%)     |
| Азијати           | 52 (0,2%)      | 110 (0,3%)     |
| Хиспаноамериканци | 354 (1,1%)     | 628 (1,8%)     |
| Укупно            | 33.565         | 35.662         |